# Lijst van universiteiten in Afrika
Dit is een lijst van universiteiten in Afrika.

## Algerije
- Badji Mokhtar-Universiteit van Annaba
- Universiteit van Algiers
- Universiteit van Oran
- Université des Sciences et de la Technologie d'Oran
- Universite des Sciences et de la Technologie Houari Boumediene
- Universiteit der Islamitische Wetenschappen
- Mentouri-Universiteit van Constantine

## Angola
- Universidade Agostinho Neto

## Benin
- Universiteit van Abomey-Calavi
- Universiteit van Parakou

## Botswana
- Botho-University
- Botswana College of Agriculture
- Universiteit van Botswana

## Burkina Faso
- Institut International d'Ingénierie de l'Eau et de l'Environnement
- Universiteit van Ouagadougou
- Technische Universiteit van Bobo-Dioulasso

## Burundi
- Universiteit van Burundi

## Centraal Afrikaanse Republiek
- Euclid-Universiteit
- Universiteit van Bangui

## Comoren
- Universiteit van de Comoren

## Congo-Brazzaville
- Marien Ngouabi-Universiteit

## Congo-Kinshasa
- Katholieke Universiteit van Bukavu
- Universiteit van Kinshasa
- Universiteit van Kisangani
- Universiteit van Lubumbashi

## Egypte

### Staatsuniversiteiten
- Ain-Shams-Universiteit, Caïro
- Al-Azhar Universiteit, Caïro
- Al-Fayyum-Universiteit, Caïro (opgericht: 2005)
- Al-Minya-Universiteit, Caïro
- Bani-Suwayf Universiteit, Caïro (opgericht: 2005)
- Egypt-Japan University of Science and Technology, Alexandrië
- Military Technical College, Caïro
- Sadat Academy for Management Sciences, Caïro
- South Valley University, Qina, Luxor, Aswan en Hurghada
- Suezkanaal-Universiteit, Suez, Ismailia, Port Said en El Arish
- Universiteit van Alexandrië, Alexandrië
- Universiteit van Assioet, Assioet
- Universiteit van Aswan, Aswan
- Universiteit van Banha, Banha (opgericht: 2005)
- Universiteit van Caïro, Caïro
- Universiteit van Damanhur, Damanhur
- Universiteit van Damietta, Damietta
- Universiteit van El-Fajoem, El-Fajoem
- Universiteit van Helwan, Caïro
- Universiteit van Kafr el Sheikh, Kafr el Sheikh
- Universiteit van Mansoera, El Mansoera
- Universiteit van Al Minufiyah, Shibin al Kawm
- Universiteit van Minya, Minya
- Universiteit van Port Said, Port Said
- Universiteit van Suhaj, Sujah
- Universiteit van Tanta, Tanta
- Universiteit van Zagazig, Zagazig

### Privé-universiteiten
- Al-Ahram Canadian University, Caïro
- Amerikaanse Universiteit, Caïro
- Arab Academy for Science and Technology and Maritime Transport, Alexandrië
- Arabische Open Universiteit, Caïro
- British University in Egypt, Caïro
- Canadian International College, Caïro
- Future University in Egypt, Nieuw Caïro
- German University, Caïro
- Heliopolis-Universiteit, Caïro
- Higher Technological Institute, Caïro
- Misr-Internationale Universiteit, Maadi
- Misr University for Science & Technology, Zes Oktober
- Modern Academy In Maadi, Maadi
- Modern Sciences and Arts University, Caïro
- Pharos-Universiteit in Alexandrië, Alexandrië
- El Shoroukacademie, Caïro
- Thebeacademy, Caïro
- Université Française d'Égypte, Caïro
- Universiteit van El Asher, El Asher
- Universiteit van de Nijl, Zes Oktober
- Universiteit van Sinaï, El Arish
- Universiteit van Zes Oktober, Zes Oktober

## Eritrea
- Universiteit van Asmara

## Ethiopië
- Adama Universiteit
- Universiteit van Addis Abeba
- Haromaya Universiteit (voormalig: Alemaya Universiteit)
- Alfa College of Distance Education - Harar
- Ambo College voor Landbouw
- Arba Minch Universiteit
- Awasa Adventist College, Awasa
- Bahir Dar Universiteit
- Commercial College of Addis Abeba
- Hawasa Universiteit
- Gondar Universiteit
- Jimma Universiteit
- Kotoebe Teachers' Education College
- Mekelle Universiteit
- People to People College, Harar
- Theological College of the Holy Trinity
- Unity College
- Graduate School of Telecommunications and Information Technology (GSTIT)

## Gabon
- Université des Sciences & Techniques de Masuku
- Omar Bongo-Universiteit

## Gambia
- Amerikaanse Internationale Universiteit van West-Afrika
- Universiteit van Gambia

## Ghana
- African University College of Communication
- All Nations University College
- Ashesi University College
- Central University College
- Ghana Institute of Management and Public Administration
- Kumasi Polytechnic
- Kwame Nkrumah University of Science and Technology
- Radford University College
- Regent University College of Science and Technology
- Regional Maritime University
- University for Development Studies
- Universiteit van Cape Coast
- University of Education, Winneba
- Universiteit van Ghana
- University of Mines and Technology
- University of Professional Studies
- Valley View University
- Wisconsin International University College Ghana

## Ivoorkust
- Agitel - Formation
- Pigier Côte d'Ivoire
- Félix Houphouët-Boigny-Universiteit
- Nangui Abrogoua-Universiteit

## Kaapverdië
- Intercontinentale Universiteit van Kaapverdië
- Jean Piaget-Universiteit van Kaapverdië
- Portugeestalige Universiteit van Kaapverdië
- Universiteit van Kaapverdië
- Universiteit van Mindelo
- Universiteit van Santiago

## Kameroen
- Universiteit van Buea
- Universiteit van Douala
- Universiteit van Dschang
- Universiteit van Ngaoundere
- Universiteit van Yaoundé I
- Universiteit van Yaoundé II

## Kenia

### Openbare universiteiten
- Kenyatta University - Kahawa, Nairobi
- Moi University - Eldoret
- Universiteit van Nairobi - CBD, Nairobi
- Egerton University - Njoro, Nakuru
- Universiteit van Maseno - Maseno
- Masinde Muliro University of Science and Technology
- Jomo Kenyatta University of Agriculture and Technology - Juja
- Multimedia University of Kenya - Nairobi
- Dedan Kimathi University of Technology - Nyeri
- Universiteit van Chuka - Chuka
- Technical University of Kenya - Nairobi
- Technical University of Mombasa - Mombassa
- Pwani University - Kilifi
- Universiteit van Kisii - Kisii
- Universiteit van Eldoret - Eldoret
- Maasai Mara University - Narok
- Jaramogi Oginga Odinga University of Science and Technology - Bondo
- Laikipia University - Nyahururu
- South Eastern Kenya University - Kitui
- University of Kabianga - Kericho
- Universiteit van Karatina - Karatina
- Meru University of Science and Technology - Meru

### Privé-universiteiten
- Strathmore University - Madaraka, Nairobi
- United States International University
- The Catholic University of Eastern Africa - Nairobi
- University of Eastern Africa, Baraton - Eldoret
- Daystar University - Hurlingham, Nairobi
- Africa Nazarene University - Nairobi
- Scott Christian University
- Kabarak University - Nakuru
- Kiriri Women's University of Science and Technology - Nairobi
- Mount Kenya University - Thika
- Pan Africa Christian University - Nairobi
- Kenya Methodist University - Meru
- Adventist University of Africa - Nairobi
- Gretsa University - Thika
- Great Lakes University of Kisumu - Kisumu
- Presbyterian University of East Africa - Kikuyu
- KCA University - Nairobi
- Africa International University - Nairobi
- Kenya Highlands Evangelical University - Kericho
- Riara University - Nairobi

## Lesotho
- Limkokwing University of Creative Technology
- Nationale Universiteit van Lesotho

## Liberia
- Cuttington University College
- Stella Maris Polytechnic
- Verenigde Methodistenuniversiteit
- Universiteit van Liberia

## Libië
- Al Asmariya-Universiteit der Islamitische Wetenschappen
- Al-Fateh-Universiteit (Universiteit van Tripoli)
- Faculty of Islamic Call
- Universiteit van Misratah
- Universiteit van Sabha
- Zevende-apriluniversiteit
- Universiteit van Aljabel El Garbi
- Universiteit van Garyounis

## Malawi

### Openbare universiteiten
- Universiteit van Bangula
- Landbouwuniversiteit van Lilongwe
- Malawi College of Health Sciences
- Universiteit van Malawi
- Malawi University of Science and Technology
- Marine-universiteit
- Mombera-Universiteit
- Universiteit van Mzuzu
- Universiteit van Nkhotakota

### Privé-universiteiten
- African Bible College University
- Internationale Universiteit van Blantyre
- Exploits University
- Universiteit van Livingstonia
- Malawi Adventist University
- Malawi Assemblies of God University
- Katholieke Universiteit van Malawi
- ShareWORLD Open University
- Skyway University
- St. John of God College of Health Sciences

## Mali
- Universiteit van Bamako

## Mauritanië
- Universiteit van Nouakchott

## Mauritius
- EIILM-Universiteit
- Open Universiteit van Mauritius
- Technische Universiteit van Mauritius
- Universiteit van Mauritius
- Universiteit van de Mascarenen
- Universiteit van Middlesex

## Mozambique

### Staatsuniversiteiten
- Eduardo Mondlane-universiteit - Maputo
- Pedagogische Universiteit - Maputo
- Instituut voor Internationale Betrekkingen
- Marineschool van Mozambique
- Politieacademie van Maputo

### Semi-staatsuniversiteiten
- Katholieke Universiteit van Mozambique - Beira
- Mussa bin Bik Universiteit - Nampula

## Namibië
- Technische Universiteit van Namibië (Polytechnic of Namibia), Windhoek
- Universiteit van Namibië, Windhoek
- Internationale Managementuniversiteit, Windhoek

## Nigeria
- Federal College of Education, Osiele, Abeokuta
- Federal University of Technology, Owerri
- Obafemi Awolowo University, Ile-Ife
- University of Agriculture, Abeokuta
- Universiteit van Benin
- Universiteit van Ibadan
- Universiteit van Ilorin
- Universiteit van Jos
- Universiteit van Lagos

## Niger
- Abdou Moumouni-Universiteit

## Nigeria
- Abia State University
- Abubakar Tafawa Balewa-Universiteit
- Adamawa State University
- Adekunle Ajasin-Universiteit
- Ahmadu Bello-Universiteit
- Ajayi Crowther-Universiteit
- Al-Hikmah-Universiteit
- Ambrose Alli-Universiteit
- Babcock-Universiteit
- Bayero-Universiteit
- Bells Technische Universiteit
- Benson Idahosa-Universiteit
- Bowen-Universiteit
- Covenant-Universiteit
- Crawford-Universiteit
- Delta State University
- Ebonyi State University
- Ekiti State University
- Enugu State University of Science Technology
- Federal Polytechnic Oko
- Federal University of Agriculture
- Federale Technische Universiteit van Akure
- Federale Technische Universiteit van Minna
- Federale Technische Universiteit van Owerri
- Federale Technische Universiteit van Yola
- Gombe State University
- Ibrahim Badamasi Babangida-Universiteit
- Igbinedion-Universiteit
- Kogi State University
- Kwara State University
- Kwararafa University
- Ladoke Akintola Technische Universiteit
- Landmark University
- Michael Okpara-Landbouwuniversiteit
- Nasarawa State University
- Nationale Open Universiteit van Nigeria
- Universiteit van de Niger Delta
- Nnamdi Azikiwe-Universiteit
- Obafemi Awolowo-Universiteit
- Olabisi Onabanjo-Universiteit
- Osun State University
- Pan-Afrikaanse Universiteit
- Universiteit van de Verlosser
- Rivers State University of Science & Technology
- Universiteit van Abuja
- Landbouwuniversiteit van Makurdi
- Universiteit van Benin
- Universiteit van Calabar
- Universiteit van Ibadan
- Universiteit van Ilorin
- Universiteit van Lagos
- Universiteit van Maiduguri
- Universiteit van Nigeria
- Universiteit van Port Harcourt
- Universiteit van Uyo
- Usmanu Dan Fodiyo-Universiteit

## Oeganda

### Openbare universiteiten
- Universiteit van Busitema
- Universiteit van Gulu
- Universiteit van Makerere, Kampala
- Metropolitan University Business School, Kampala
- Universiteit van Kyambogo, Kampala
- Mbarara University of Science and Technology, Mbarara
- Muni Universiteit, Arua
- Soroti University of Science and Technology, Soroti

### Privé-universiteiten
- African Bible University, Kampala
- Aga Khan Universiteit, Kampala
- Allerheiligenuniversiteit, Lira
- Ankole Westelijke Universiteit, Kabwohe
- Bishop Stuart Universiteit, Mbarara
- Bugema Universiteit, Kalangala
- Busoga Universiteit, Iganga
- Cavendish Universiteit Oeganda, Kampala
- Fairland Universiteit, Jinja
- International School of Business and Technology, Kampala
- Internationale Universiteit voor Gezondheidswetenschappen, Kampala
- Internationale Universiteit van Oost-Afrika, Kampala
- Islamitische Universiteit van Oeganda, Mbale
- Universiteit van Kabale
- Internationale Universiteit van Kampala
- Universiteit van Kampala
- Universiteit van Kumi
- Muteesa I Koninklijke Universiteit, Masaka
- Mountains of the Moon Universiteit, Fort Portal
- Ndejje Universiteit, Luwero
- Nkumba Universiteit, Entebbe
- Landelijke Universiteit voor Vrouwen, Kagadi
- Sint Augustinus Internationale Universiteit, Kampala, Bunga, Kisoro, Mulago, Namugongo
- Sint Lawrence Universiteit, Kampala
- Christelijke Universiteit van Oeganda, Mukono
- Martelaarsuniversiteit van Oeganda, Nkozi
- Pinksteruniversiteit van Oeganda, Fort Portal
- Oegandese Universiteit voor Technologie en Management, Kampala
- Victoria Universiteit van Uganda, Kamwookya
- Virtuele Universiteit van Uganda, Muyenga

## Rwanda
- Kigali Gezondheidsinstituut
- Kigali Institute of Education
- Kigali Institute of Science and Technology
- Nationale Universiteit van Rwanda

## São Tomé en Principe
- Instituto Universitário de Contabilidade, Administração e Informática
- Lusíada-Universiteit van São Tomé en Principe

## Senegal
- L'Université de l'Entreprise en Abrégé
- Cheikh Anta Diop-Universiteit van Dakar
- Gaston Berger-Universiteit van Saint-Louis

## Seychellen
- Technische Universiteit van de Seychellen
- Universiteit van de Seychellen

## Sierra Leone
- Universiteit van Makeni
- Universiteit van Sierra Leone

## Soedan
- Ahfad-universiteit voor Vrouwen
- Universiteit van Al-Fashir
- Al Neelain-Universiteit
- Alzaiem Alazhari-Universiteit
- Bayan College of Science and Technology
- El Imam El Mahdi-Universiteit
- National College for Medical and Technical Studies
- Universiteit van de Nijlvallei
- Ahlia Universiteit van Omdurman
- Islamitische Universiteit van Omdurman
- Universiteit van de Rode Zee
- Sudan Academy of Sciences
- Sudan University of Science and Technology
- The Future University
- Universiteit van Bahr El Ghazal
- Universiteit van Bakht er Ruda
- Universiteit van Dalanj
- Universiteit van Gezira
- Universiteit van Juba
- Universiteit van Khartoem
- Universiteit van Kordofan
- Universiteit van Nyala
- University of Science and Technology
- Universiteit van Sinnar
- Universiteit van de Heilige Koran en Islamitische Wetenschappen
- Universiteit van West-Kordofan
- Universiteit van Zalingei
- Upper Nile University
- Wad Medani Ahlia College

## Somalië
- Universiteit van Benadir
- Universiteit van Oost-Afrika
- Universiteit van Mogadishu
- Plasma-Universiteit
- Puntland State University
- Simad-Universiteit
- Universiteit van Hormuud

## Swaziland
- Zuidelijk Afrikaanse Nazarene-Universiteit
- Universiteit van Swaziland

## Tanzania

### Openbare universiteiten
- Universiteit van Dar es Salaam
- Sokoine-Landbouwuniversiteit, Morogoro
- Open Universiteit van Tanzania, Dar es Salaam
- Ardhi-Universiteit, Dar es Salaam
- Rijksuniversiteit van Zanzibar, Zanzibar
- Mzumbe-Universiteit, Morogoro
- Muhimbili-Universiteit voor Gezondheidswetenschappen, Dar es Salaam
- Nelson Mandela African Institute of Science and Technology, Arusha
- Universiteit van Dodoma
- Landbouwuniversiteit van Katavi
- Mbeya University of Science and Technology, Mbeya

### Privé-universiteiten
- Hubert Kairuki Memorial University, Dar es Salaam
- Internationale Medische en Technische Universiteit, Dar es Salaam
- Tumaini Universiteit Makumira, Usa River
- Sint Augustinus Universiteit van Tanzania, Mwanza
- Universiteit van Zanzibar, Zanzibar
- Mount Meru Universiteit, Arusha
- Universiteit van Arusha, Arusha
- Teofilo Kisanji Universiteit, Mbeya
- Islamitische Universiteit van Morogoro, Morogoro
- Sint John's Universiteit van Tanzania, Dodoma
- Universiteit van Bagamoyo, Dar es Salaam
- Eckernforde Tanga Universiteit, Tanga
- Katholieke Universiteit voor Gezondheidswetenschappen, Mwanza
- Sint Josef Universiteit van Tanzania, Dar es Salaam
- Verenigde Afrikaanse Universiteit van Tanzania, Dar es Salaam
- Sebastian Kolowa Memorial University, Lushoto
- Internationale Universiteit Tanzania, Dar es Salaam

## Togo
- École des Cadres
- Groupe BK-Université
- Universiteit van Kara
- Universiteit van Lomé

## Tsjaad
- Koning Faisal-Universiteit
- Universiteit van N'djamena

## Tunesië
- El Manaruniversiteit van Tunis
- Universiteit van 7 november in Carthago
- Universiteit van Sousse
- Universiteit van Tunis

## Zambia
- Cavendish-Universiteit Zambia
- Copperbelt-Universiteit
- Mulungushi-Universiteit
- Universiteit van Lusaka
- Universiteit van Zambia
- Open Universiteit van Zambia

## Zimbabwe
- Afrikaanse Universiteit
- Bindura University of Science Education
- Technische Universiteit van Chinhoyi
- Great Zimbabwe University
- Technologisch Instituut van Harare
- Lupane State University
- Midlands State University
- National University of Science and Technology
- Solusi-Universiteit
- Universiteit van Zimbabwe
- Vrouwenuniversiteit in Afrika
- Open Universiteit van Zimbabwe

## Zuid-Afrika

### Openbare universiteiten
- Universiteit van Kaapstad (UCT)
- Universiteit van Witwatersrand (Wits) - Johannesburg
- Universiteit van Fort Hare (UFH)
- Noordwest-Universiteit (NWU) - Potchefstroom, Vaaldriehoek, Mafikeng
- Rhodes Universiteit, Grahamstad
- Universiteit van Suid-Afrika (UNISA) - Pretoria
- Universiteit van KwaZulu-Natal (UKZN) - Durban
- Universiteit van Limpopo - Mankweng
- Universiteit van Stellenbosch (US)
- Universiteit van Wes-Kaapland (UWK) - Kaapstad
- Universiteit van Johannesburg (UJ)
- Nelson Mandela-universiteit (NMU) - Port Elizabeth
- Universiteit van Venda (Univen) - Thohoyandou
- Walter-Sisulu-universiteit (WSU) - Mthatha
- Sol-Plaatjie-universiteit (SPU) - Kimberley
- Universiteit van Zoeloeland (Unizulu) - uMhlathuze
- Universiteit van de Vrijstaat (UV) - Bloemfontein

### Technische universiteiten
- Centrale Technische Universiteit (SUT) - Bloemfontein, tot 2004: Vrystaatse Technikon
- Technische Universiteit Mangosuthu (MUT) - Durban
- Technische Universiteit van Durban (DUT) tot 2002: Natalse Technikon
- Technische Universiteit Kaapse Schiereiland (KSUT) - Kaapstad tot 2005: Kaapse Technikon en Kaapse Schiereiland Technikon)
- Technische Universiteit van Tshwane (TUT) - Pretoria, tot 2003: Noord-Gauteng Technikon , Noordwes Technikon en Pretoria Technikon
- Technische Universiteit Vaal (VUT) - Vanderbijlpark, tot 2004: Vaaldriehoek Technikon
- Medische Universiteit Sefako Makgatho (SMU) - Ga-Rankuwa, tot 2015 Universiteit van Limpopo, daarvoor Medische Universiteit van Zuid-Afrika

### Privé-universiteiten
- Akademia - Centurion
- Academie voor Reformatorische Opleiding en Studies (AROS) - Pretoria
- Cornerstone Instituut - Kaapstad
- Centurion Academie (CA)
- Midrand Afstudeerinstituut (MGI)
- Milpark Zakenschool (MBS) - Johannesburg, Durban, Kaapstad
- Monash Zuid-Afrika - Johannesburg
- Stenden Zuid-Afrika - Port Alfred

## Zuid-Soedan

### Openbare universiteiten
- National College of South Sudan
- Universiteit van Rumbek
- Universiteit van Bahr El-Ghazal
- Universiteit van Northern Bahr El-Ghazal
- Upper Nile-Universiteit
- John Garang Memorial University

### Privé-universiteiten
- Akobo Heritage and Memorial University
- Katholieke Universiteit van Zuid-Soedan
- Yei Agricultural and Mechanical University
- Christelijke Universiteit van Zuid-Sudan
- St. Mary's Universiteit in Juba
- Bentiu Heritage & Memorial University